# Talbot Samba
O Talbot Samba foi um automóvel hatchback produzido pela Talbot, de 1981 a 1986. Seus principais concorrentes foram: Fiat Panda, Renault 5 e Ford Fiesta (MK2 e MK3).